# Bernd Röcker
Bernd Röcker (* 1942 in Merchingen) ist ein deutscher Historiker und Autor. Er war von 1986 bis 2011 und nochmals von 2014 bis 2018 Vorsitzender des Heimatvereins Kraichgau und hat zahlreiche Schriften zur Regionalgeschichte veröffentlicht.

## Leben
Er studierte Geschichte, Germanistik, Politikwissenschaft, Geographie und Philosophie an den Universitäten in Würzburg und Heidelberg und kam 1969 nach Eppingen, wo er bis 2006 Oberstudienrat am Hartmanni-Gymnasium war. 2003 bis 2006 hatte er die Projektleitung eines von den Schülern erarbeiteten Buches über die Jüdische Gemeinde Eppingen.
Er war von 1977 bis 1997 Vorsitzender der Heimatfreunde Eppingen und ist seit 1979 Schriftleiter von deren Schriftenreihe „Rund um den Ottilienberg“. Ab 1983 zählte er auch zum Redaktionsteam des Heimatvereins Kraichgau, dem er zunächst als stellvertretender, dann kommissarischer Vorsitzender und ab 1986 bis 2011 und nochmals von 2014 bis 2018 als regulärer Vorsitzender vorstand. Seit 2018 ist Röcker Ehrenvorsitzender des Heimatvereins Kraichgau. Er ist seit 1994 zudem Beisitzer im Vorstand des Arbeitskreises Heimatpflege Regierungsbezirk Karlsruhe und zählt zu den Gründern des Vereins Jüdisches Leben im Kraichgau.
Röcker hat zahlreiche Veröffentlichungen zur Lokal- und Regionalgeschichte verfasst und herausgegeben. Neben den von ihm herausgegebenen zehn Ausgaben des Jahrbuchs „Rund um den Ottilienberg“ der Heimatfreunde Eppingen und 15 Bänden des Jahrbuchs „Kraichgau“ des Heimatvereins Kraichgau, in denen er häufig auch selbst mit kürzeren Aufsätzen vertreten war, hat er etliche Bücher zu geschichtlichen Themen selbst verfasst und war bei weiteren maßgeblich beteiligt. Er wurde für sein heimatgeschichtliches Engagement vielfach ausgezeichnet, u. a. mit der Medaille für Verdienste um die Heimat Baden-Württemberg, mit der Bürgermedaille der Stadt Eppingen und der Landesehrennadel für besondere Verdienste im Ehrenamt.

## Schriften (Auswahl)
- Der Aufstieg Japans zur Welt- und Wirtschaftsmacht, Klett-Cotta Verlag 1984
- 1000 Jahre Eppingen, Heimatfreunde Eppingen 1985
- mit Karl Diefenbacher: Ortssippenbuch Eppingen im Kraichgau, Heimatfreunde Eppingen 1998
- mit Reinhard Ihle und Wolfgang Kächele: Eppingen. Bilder einer Stadt. Wartberg Verlag 1999
- Der Bauernkrieg in Kraichgau und Hardt. Verlag Regionalkultur 2000
- mit Alfred Götz und Arnold Scheuerbrandt: Der Kraichgau und Teile seiner Nachbarlandschaften – Eine Regionalbibliographie Band 1: Allgemeine und Personenliteratur (1561–1999), Heimatverein Kraichgau 2001
- Reformation und Humanismus im Kraichgau, Heimatverein Kraichgau 2003
- Jüdisches Leben im Kraichgau: Zur Geschichte der Eppinger Juden und ihrer Familien, Heimatfreunde Eppingen 2006
- Die Hartmanni von Eppingen und ihre Zeit, Heimatfreunde Eppingen 2008
- mit Doris Ebert und Arnold Scheuerbrandt: Kraichgau 1945. Augenzeugenberichte. Amtliche Dokumente. Verlag Regionalkultur 2009
- mit Michael Heitz: Jüdische Persönlichkeiten im Kraichgau, Verlag Regionalkultur 2013
- mit Fritz Richter: 1000 Jahre Gauangelloch. Verlag Regionalkultur 2016
- mit Diether Götz Lichdi und Astrid von Schlachta: Schweizer Brüder in fremder Heimat – Mennnoniten im Kraichgau, Heimatverein Sinsheim 2020
- Magister Leonhard Engelhard. Lateinschulmeister – humanistischer Dichter – Übersetzer – standhafter Lutheraner. Verlag Regionalkultur 2020